# روپا (استان لهستان کوچک‌تر)
روپا (به لهستانی:  Ropa) یک روستا در لهستان است که در گمینا روپا واقع شده‌است. روپا ۳٬۷۰۰ نفر جمعیت دارد.